# La Chinoise
Ou plutôt à la chinoise : un film en train de se faire
Pour plus de détails, voir Fiche technique et Distribution.
La Chinoise, ou plutôt à la chinoise : un film en train de se faire, plus connu sous son titre court La Chinoise, est un film politique français réalisé par Jean-Luc Godard et sorti en 1967. C'est le 14e long métrage du cinéaste.
Le scénario est inspiré du roman La Conspiration (1938) de Paul Nizan, ainsi que du roman Les Démons (1871) de Fiodor Dostoïevski, et décrit le quotidien d'un groupe de jeunes révolutionnaires maoïstes parisiens à la veille de Mai 68.
Dans le roman de Dostoïevski, cinq citoyens mécontents, représentant chacun une persuasion idéologique et un type de personnalité différents, conspirent pour renverser le régime impérial russe par le biais d'une campagne de violence révolutionnaire soutenue. Le film, qui se déroule dans le Paris contemporain et principalement dans un petit appartement, est structuré comme une série de dialogues personnels et idéologiques mettant en scène les interactions de cinq étudiants universitaires français — trois jeunes hommes et deux jeunes femmes — appartenant à un groupe maoïste radical appelé la « Cellule Aden-Arabie » (d'après le roman Aden Arabie (1931) de Paul Nizan). Le film a remporté le Grand prix du jury à la Mostra de Venise 1967.

## Synopsis
Cinq jeunes gens passent leurs vacances d'été dans un appartement qu'on leur a prêté. Véronique (Anne Wiazemsky) est étudiante en philosophie à l'université de Nanterre. Son compagnon, Guillaume (Jean-Pierre Léaud), est acteur. Kirilov (Lex de Bruijn) est peintre et vient d'URSS. Yvonne (Juliet Berto) est paysanne. Henri (Michel Séméniako) est scientifique et proche du Parti communiste français - ses camarades le surnomment communément « révisionniste ». Deux personnages jouent leur propre rôle : Omar Blondin Diop (camarade de l'université qui intervient dans l'un des cours donnés à l'appartement) et Francis Jeanson. Les jeunes ont rempli l'appartement de slogans politiques inscrits sur les tableaux et les murs, mais le seul livre sur les étagères de la bibliothèque semble être le Petit Livre rouge de Mao Tsé-toung en plusieurs exemplaires.
Les deux personnages principaux, Véronique et Guillaume Meister (ce dernier portant le nom du héros titulaire du célèbre roman d'apprentissage qu'écrit Goethe en 1795, Les Années d'apprentissage de Wilhelm Meister), discutent de la question de la violence révolutionnaire et de la nécessité de l'assassinat politique pour atteindre les objectifs révolutionnaires. En tant que partisane du terrorisme comme moyen de réaliser la révolution, Véronique correspond à peu près au personnage de Piotr Stépanovitch Verkhovensky dans Les Démons (1871) de Fiodor Dostoïevski. Véronique et Guillaume sont engagés dans une relation personnelle, Véronique étant la partenaire la plus engagée et la plus dominante. Aux alentours de la cinquante-neuvième minute, Véronique déclare en bafouillant un peu (dans le cadre d'un exposé sur « l'impérialisme universitaire bourgeois ») : 
« Ce que j’ai à vous dire, c’est que c’est pareil dans l’enseignement aussi bien littéraire que scientifique. Le colloque de Caen a proposé des réformes, la gauche propose des réformes. Mais tant que Racine peindra les hommes tels qu'ils sont, tant que Sade sera interdit à l’affichage, tant qu’on n’enseignera pas les mathématiques élémentaires dès le jardin d’enfants, tant qu’on subventionnera dix fois plus les homosexuels de la Comédie-Française que Roger Planchon ou Antoine Bourseiller, ces réformes resteront lettre morte, parce qu’elles appartiennent à un langage mort, à une culture qui est une culture de classe, qui est un enseignement de classe, une culture qui appartient à une classe déterminée et qui suit une politique déterminée. »
« Les théâtres et les cinémas, on doit payer, alors que l’armée est gratuite. Ça devrait être le contraire. Les spectacles devraient être gratuits et ceux qui veulent faire la guerre devraient payer très cher. »
Yvonne est une fille de la campagne qui se prostitue occasionnellement pour gagner de l'argent et acheter des biens de consommation (comme Juliette Janson, le personnage principal du film précédent de Godard, Deux ou trois choses que je sais d'elle). Yvonne fait le ménage dans l'appartement et, avec Guillaume, elle joue des sketches politiques satiriques protestant contre l'impérialisme américain en général, et la politique du président américain Lyndon B. Johnson au Vietnam en particulier.
Henri est finalement exclu du groupe pour son apparent révisionnisme soviétique, suggéré de façon comique par sa défense du film Johnny Guitare (1954) de Nicholas Ray. En ce sens, il correspond vaguement au personnage d'Ivan Shatov dans Les Démons (1871), un étudiant qui est destiné à être assassiné parce qu'il a abandonné les principes du radicalisme de gauche.
Kirilov est le seul personnage du film qui tire son nom d'un personnage du roman de Dostoïevski ; dans Les Démons, Kirillov est un ingénieur russe suicidaire que l'échec de sa quête philosophique a conduit au nihilisme et à la folie. Fidèle à son homonyme littéraire, le Kirilov de Godard sombre lui aussi dans la folie et finit par se suicider.
Lorsque Guillaume se plaint qu'il ne peut pas écouter de la musique et travailler en même temps, Véronique utilise une déclaration facétieuse de « désamour » pour lui enseigner (ainsi qu'au public) la leçon maoïste de la « lutte sur deux fronts ». Véronique quitte ensuite l'appartement seule et part en mission pour tuer le ministre de la Culture de l'Union soviétique, Mikhaïl Cholokhov, lors de sa visite diplomatique officielle en France.
Pendant le trajet en train, Véronique discute avec le philosophe politique Francis Jeanson (Jeanson a été le professeur de philosophie d'Anne Wiazemsky à l'université Paris X Nanterre en 1966-1967 ; quelques années auparavant, il avait été communiste et à la tête d'un réseau qui soutenait le Front de libération nationale algérien. C'est ce qui a conduit à son arrestation et à son procès très médiatisés par le gouvernement français en septembre 1960).
Dans la scène du train, Jeanson plaide contre l'utilisation de la violence comme moyen de fermer les universités françaises. Cependant, cela ne dissuade pas Véronique (pour son dialogue dans cette scène, Godard a donné ses répliques à Anne Wiazemsky par l'intermédiaire d'un écouteur). L'apparition de Francis Jeanson dans le film semble correspondre au personnage de Stépan Trophimovitch Verkhovensky (le père de Piotr et le père de substitution de Stavroguine) dans Les Démons. En effet, tout comme Stépan Trophimovitch, Jeanson est un intellectuel et un philosophe qui sert de figure paternelle/mentor à Véronique - et son exemple précoce en tant que partisan du terrorisme le rend responsable de l'influence d'une grande partie de la destruction qui va suivre.
Le train arrive finalement à destination et Véronique se rend à l'hôtel où réside le ministre soviétique de la Culture. Elle commence par inverser les chiffres du numéro de la chambre et finit par tuer le mauvais homme, puis revient et exécute l'assassinat lorsqu'elle se rend compte de son erreur. Le retour des propriétaires d'origine de l'appartement où vivait la cellule provoque leur départ. Les activités révolutionnaires de la cellule d'Aden Arabie s'avèrent infructueuses et le film se termine avec Véronique qui raconte qu'elle envisage de retourner à l'école, ayant réalisé qu'elle n'a fait que le « premier pas timide d'une longue marche ».

## Fiche technique
- Titre original : La Chinoise ou La Chinoise, ou plutôt à la Chinoise : un film en train de se faire[4]
- Réalisation et scénario : Jean-Luc Godard
- Assistant réalisateur : Charles Bitsch
- Images : Raoul Coutard
- Cadreur : Georges Liron
- Montage : Agnès Guillemot, Delphine Desfons
- Musique : Karlheinz Stockhausen
- Production : Philippe Dussart
- Sociétés de production : Anouchka Films, La Guéville, Athos Films, Parc Films, Simar Films
- Pays de production :  France
- Langue originale : français
- Format : couleurs par Eastmancolor
- Genre : film politique
- Durée : 96 minutes
- Date de sortie : 
  - France : 30 août 1967
- Affiche : René Ferracci (France)

## Distribution
- Anne Wiazemsky : Véronique Supervielle
- Jean-Pierre Léaud : Guillaume
- Michel Séméniako : Henri
- Juliet Berto : Yvonne
- Lex De Bruijn : Kirilov
- Omar Blondin Diop : Omar
- Francis Jeanson : lui-même

## Production

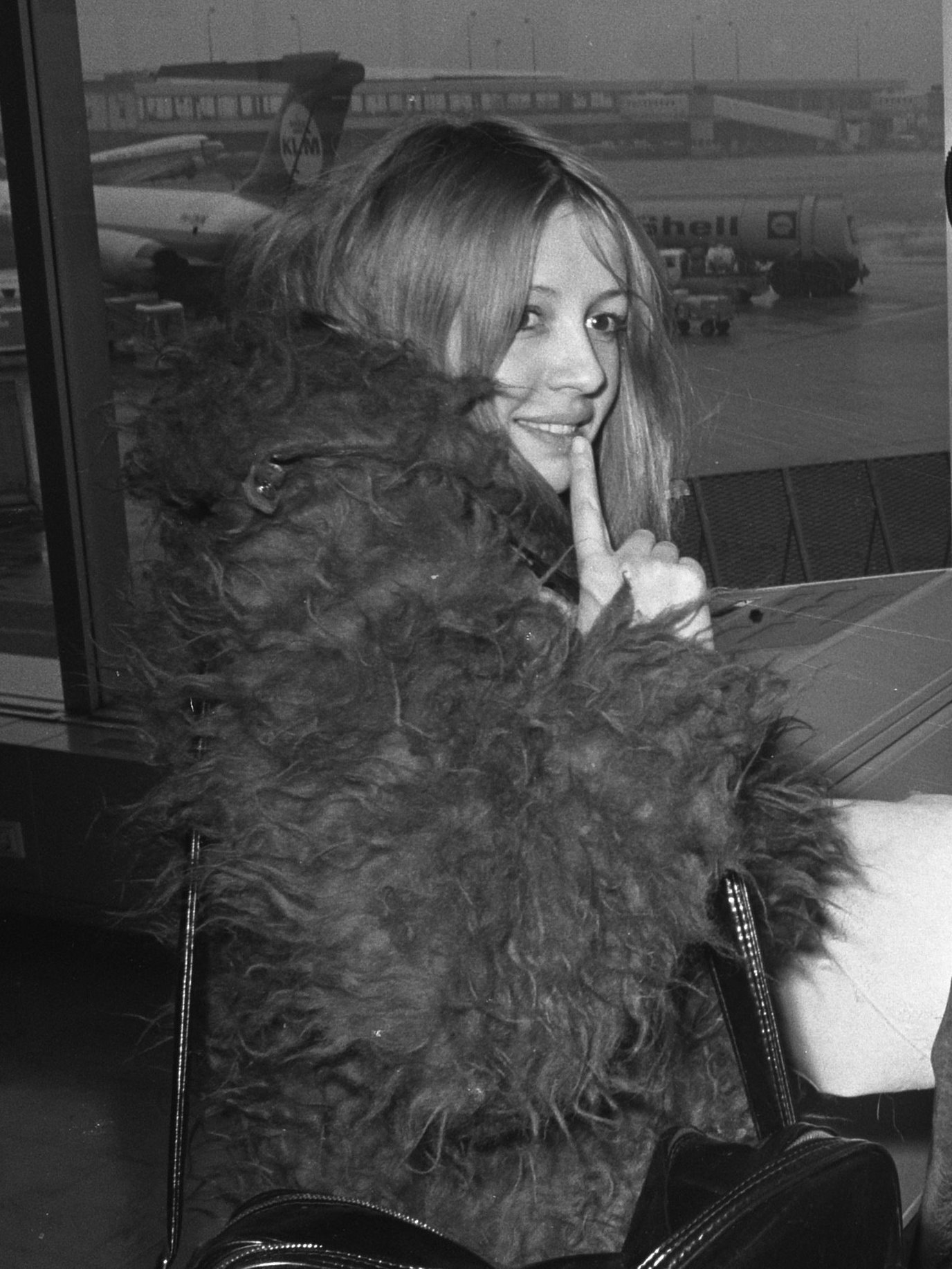
L'actrice Juliet Berto en 1972.

Godard a commencé à penser à La Chinoise à partir d'octobre 1966, comme un film jumeau du précédent Masculin féminin, dans lequel, cependant, les jeunes yé-yé sont remplacés par des jeunes politisés, et la chanteuse Chantal Goya laisse la place à l'étudiante universitaire Anne Wiazemsky, qui allait bientôt devenir la deuxième femme du réalisateur. Wiazemsky, qui a la moitié de l'âge de Godard, fréquente l'université de Nanterre, dans la banlieue parisienne, et milite dans le groupe de Daniel Cohn-Bendit, très éloigné idéologiquement des positions des maoïstes de l'Union des jeunesses communistes marxistes-léninistes (UJCml). C'est pourquoi elle a du mal, au début, à entrer dans le rôle, contrairement au reste de la distribution : Jean-Pierre Léaud, acteur professionnel et plusieurs fois collaborateur de Godard ; le Sénégalais Omar Blondin Diop, en réalité un dirigeant de l'UCJml, le seul vrai maoïste de l'équipe qui sera retrouvé « suicidé » dans une prison sur l'île de Gorée en mai 1973, assassinat probable par la police sénégalaise d'un opposant au régime de Léopold Sédar Senghor ; Lex de Bruijn, quant à lui, est un peintre néerlandais adepte de l'art psychédélique, généralement soûl et drogué au LSD sur le tournage, qui mourra quelques années plus tard d'une surdose, et Michel Sémeniako est l'animateur d'un ciné-club à Grenoble. Juliet Berto, une aspirante actrice, qui avait déjà joué un bref rôle dans Deux ou trois choses que je sais d'elle et qui participera aux films suivants du réalisateur, a eu une brève liaison avec Godard lui-même avant l'été 1966, mais Wiazemsky l'accueille sur le plateau sans montrer de jalousie, comme c'était l'esprit de l'époque.

« J'avais l'idée de faire un film sur les étudiants, qui sont les seuls aujourd'hui avec lesquels je me sente un peu d'affinité. Je suis un vieil étudiant. C'est un film sur la politisation des étudiants et la dépolitisation de la population. »

— Jean-Luc Godard en mai 1967.
L'idée de départ est de reprendre le modèle de Maxime Gorki dans la pièce de théâtre Les Bas-fonds (1902) en prenant quelques individus-types  de la société française, à travers la jeunesse qui représente l'avenir, car les jeunes « ne portent pas encore de masques, ils peuvent donc être filmés sans maquillage, ils n'ont pas encore été « consommés » par la société ». Toute la partie politique est influencée par Anne Wiazemsky, qui mène pour Godard une « enquête » à l'université de Nanterre, alors en état de mobilisation générale permanente, ainsi que par Jean-Pierre Gorin, le cofondateur de la revue Cahiers marxistes-léninistes que Godard a rencontré lors d'un dîner organisé par l'ancien responsable du Parti communiste français Jean Baby et Georges Sadoul. À propos de ce dîner, Gorin déclare : « Le plus frappant est que Jean Baby, en vieux stalinien, s'adressait à Jean-Luc comme s'il allait tourner un film à la gloire des jeunes révolutionnaires, comme si c'était Eisenstein. Moi, je trouvais ça farcesque comme sujet, et je préférais lui parler de cinéma, de politique, d'un vrai cinéma politique. À la fin du dîner, il m'a dit "Faudrait qu'on se revoie..." C'est comme ça qu'on a commencé à se fréquenter ».

### Tournage

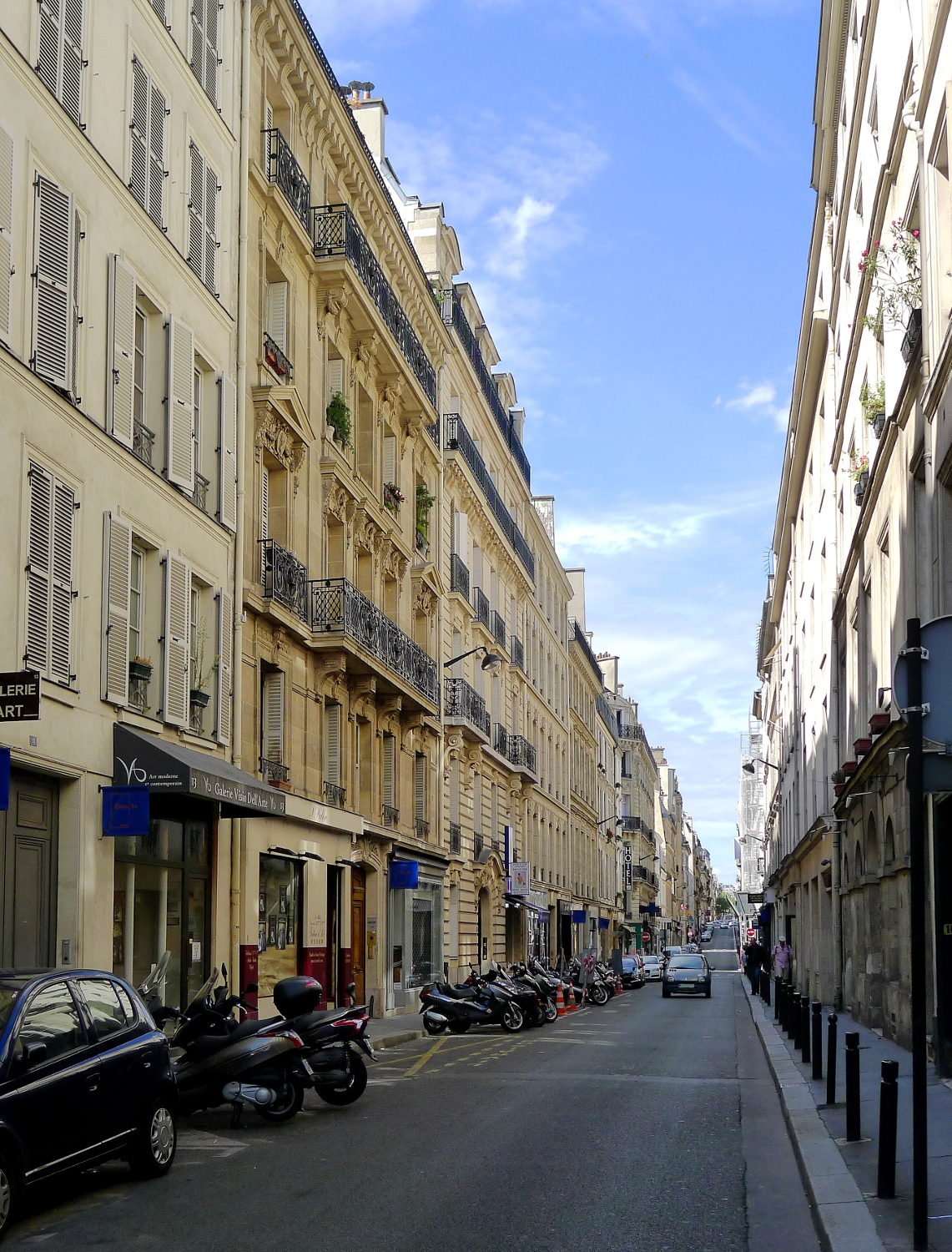
La rue de Miromesnil à Paris où se situe l'appartement de Godard et Anne Wiazemsky qui sera utilisé comme lieu de tournage.

Le tournage en intérieurs a lieu du 6 au 31 mars 1967 dans l'appartement de la rue de Miromesnil à Paris où Godard vit avec Anne Wiazemsky ; le matin avant de commencer le travail, les deux doivent faire les lits pour accueillir l'équipe. La jeune actrice a un complexe d'infériorité vis-à-vis de la précédente femme de Godard, Anna Karina, qui a joué dans plusieurs de ses films de la Nouvelle Vague et dont l'ombre s'étend également sur cette œuvre.
Anne Wiazemsky témoigne : « Dans La Chinoise, il n'y avait pas de scénario. C'était écrit au jour le jour. Le texte arrivait sur des petits bouts de papier, mais il arrivait toujours, et souvent particulièrement bien écrit. Il y avait très peu d'improvisation ».
La scène de la conversation entre Wiazemsky et Jeanson est tournée le 13 mars sur la ligne de grande banlieue Paris-Dourdan, pour un total de pas moins de 12 minutes utiles incluses dans la version finale du film. Le recours à la lutte armée est mis au pilori dans cette séquence, qui démontre l'inutilité, la désuétude et l'artificialité des luttes maoïstes en France.

### Thématiques
Film hautement politique, La Chinoise anticipe les événements du mois de mai 68, qui inaugure la saison de la contestation : l'escalade de l'offensive militaire américaine au Viêt Nam, et surtout la révolution culturelle initiée en Chine par les Gardes rouges de Mao Tsé-toung, sont au cœur de l'intrigue du film. Le film aborde également la montée du poststructuralisme anti-humaniste dans la vie intellectuelle française au milieu des années 1960, en particulier les idées anti-empiristes du marxiste français Louis Althusser. La pensée d'Alain Badiou influence également les dialogues du film.

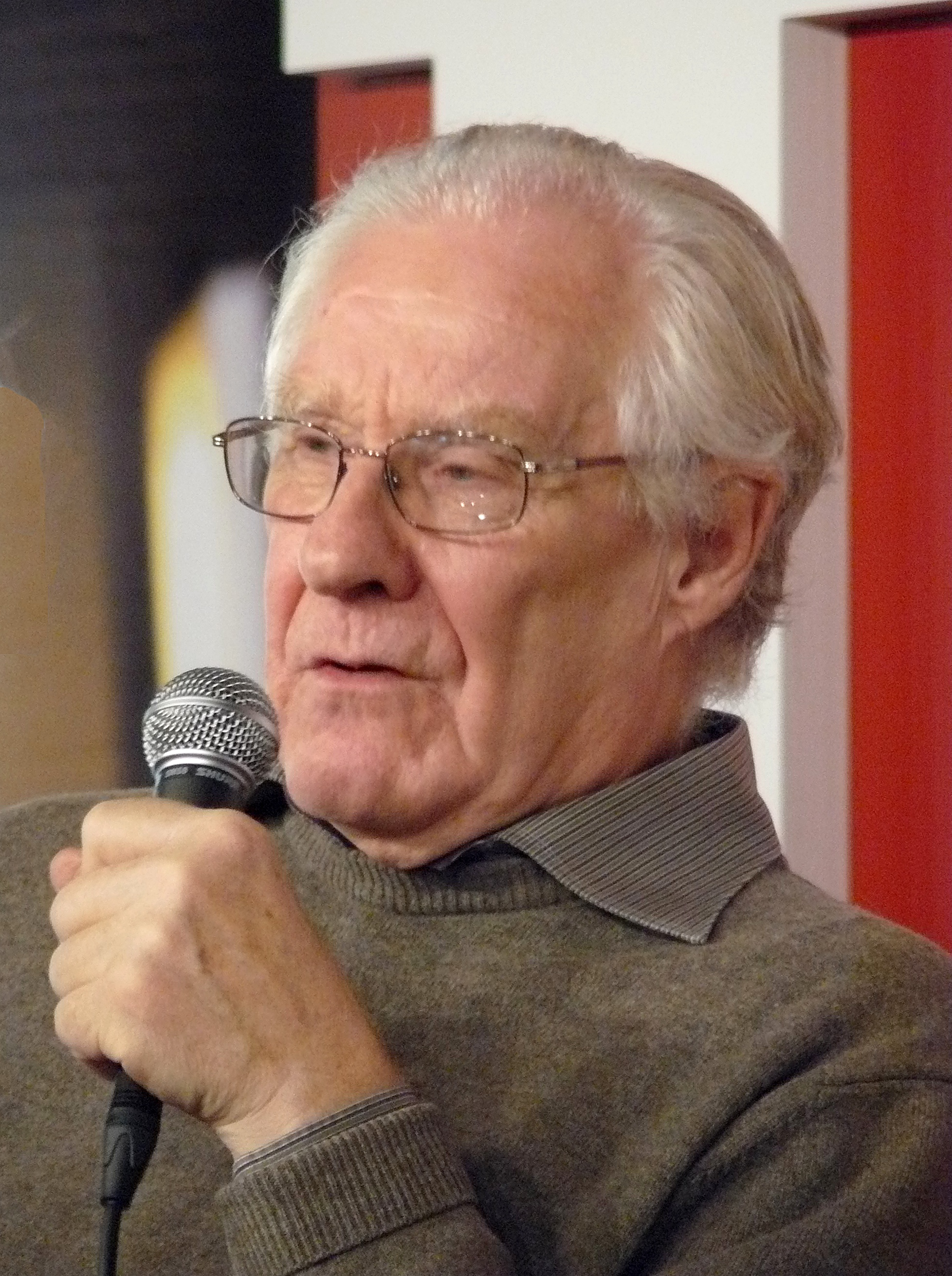
La pensée d'Alain Badiou (ici en 2010) influence les dialogues du film.

Godard souligne le rôle joué par certains objets, comme le Petit Livre rouge de Mao, ou certaines organisations, comme le Parti communiste français et d'autres factions de gauche, dans le développement idéologique et pratique du groupe d'étudiants protagonistes du film. Cependant, le réalisateur maintient un point de vue ambigu sur l'histoire racontée : on ne sait pas si Godard a de la sympathie pour les personnages du film, s'il partage leurs idées ou s'il se moque plutôt ouvertement de la naïveté révolutionnaire de Véronique et de ses compagnons. Selon son biographe Antoine de Baecque, Godard a de la tendresse mais aussi de la distance envers ses personnages ; l'élaboration d'une croyance à coup de slogans et de citations n'est finalement qu'un jeu estival inefficace voire absurde, et surtout déconnecté des réalités de la société française de 1967. La cellule Aden-Arabie de ces militants est « la scène d'un petit théâtre brechtien permettant de jouer à la révolte comme chez Marivaux on joue à réinventer l'amour ».
Pour De Baecque, La Chinoise est moins un film-enquête qu'un film-symptôme, il révèle le désir d'utopie dans la jeunesse, le désir d'aller chercher loin (dans une Chine fantasmée et irréelle) des modèles de société idéale qui pourront desserrer le carcan de la société réelle, grâce à une esthétique de la politique, à l'instar du film Les Enfants terribles (1950) de Jean-Pierre Melville d'après Jean Cocteau. La politique est une plastique autant qu'une poétique, actualisation pré-soixante-huitarde d'un principe godardien intemporel : la forme dit le fond, le fond c'est la forme. Dans le dossier de presse du film, Godard avait intégré le texte suivant du critique d'art Alain Gouffroy : « Nous luttons sur deux fronts. Contre l'idéologie bourgeoise, la stupéfiante bêtise qui se donne libre cours sous couvert de culture, et contre les vieilles aberrations staliniennes de l'idéologie révolutionnaire. Mais ce double front n'est pas seulement politique, il est esthétique ».

### Style
Les innovations stylistiques de l'œuvre ont fait du film l'un des plus célèbres de Godard. La conservation des claps au début des plans, l'accent mis sur « le film dans le film » avec des scènes montrant le chef opérateur Raoul Coutard en train de filmer des scènes, les effets brechtiens d'éloignement des personnages et le montage frénétique qui met en relation visuelle divers éléments de la culture contemporaine (comme des couvertures de livres et de bandes dessinées, des photos de célébrités, des publicités) ont conduit les critiques à parler de « godardisme », un néologisme inventé spécifiquement pour définir le style du cinéaste.
Le montage de La Chinoise établit une logique entre les différents plans, différente de celle de la narration ou du spectacle. Le film se présente comme un moment de réflexion sur un projet de réinvention non seulement stylistique (ou « auteuriste ») mais surtout dialectique du langage cinématographique. Cette tentative passe par un modèle stylistique qui prévoit l'isolement de l'acteur en gros plan (sur fond d'une image qui explique son discours), de manière à mettre en relation l'acteur avec la caméra qui le filme et à révéler en même temps l'artifice du jeu d'acteur. Dans cette fixité, les plans se transforment de scènes d'un film en pages d'un livre, un Petit Livre rouge idéal du cinéma.

### Bande originale

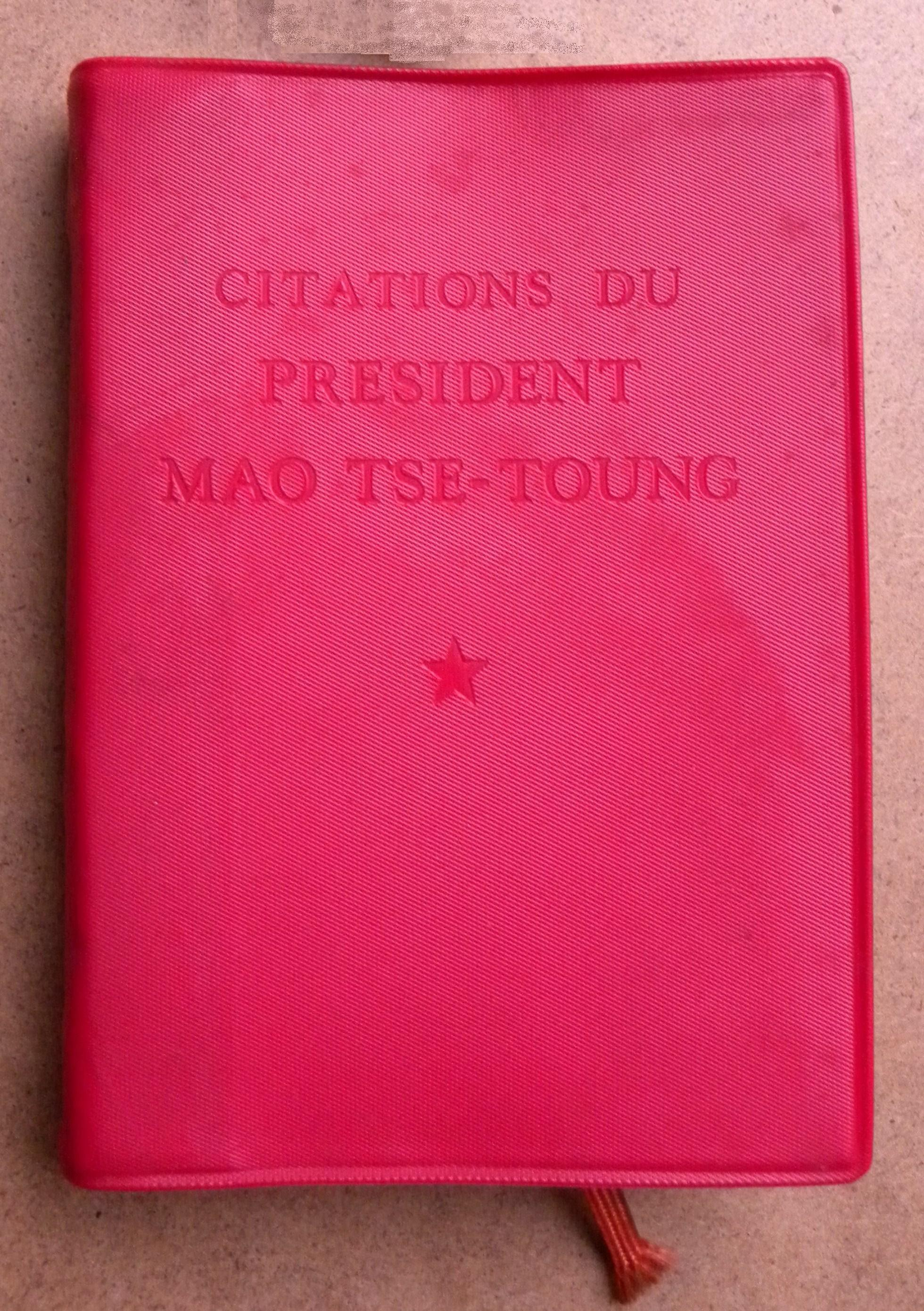
Le « petit livre rouge » de Mao, version originale (vinyle) française (1966).

Claude Channes, qui chante la chanson du générique, harcèle Godard pendant quelques jours jusqu'à ce qu'il parvienne à lui remettre une audition de la chanson ainsi que son numéro de téléphone ; le réalisateur le rappelle le lendemain, marché conclu.
Les paroles chantées (écrites par Gérard Guégan) contiennent des phrases célèbres de Mao Tsé-toung qui, sur la musique de Gérard Hugé, se transforment en une chansonnette irrévérencieuse :

« L'impérialisme dicte partout sa loi

La révolution n'est pas un dîner

La bombe A est un tigre en papier

Les masses sont les véritables héros

Les Ricains tuent et moi je mue Mao Mao

Les fous sont rois et moi je bois Mao Mao

Les bombes tonnent et moi je sonne Mao Mao

Les bébés fuient et moi je fuis Mao Mao

Les Russes mangent et moi je danse Mao Mao

Giap dénonce, je renonce Mao Mao

(voix d'enfant) C'est le petit livre rouge

(voix d'enfant) Qui fait que tout enfin bouge »

## Exploitation
Une fois de plus, Godard a le flair d'anticiper les tendances sociologiques. Le célèbre Petit Livre rouge de Mao Tsé-toung est un véritable succès de librairie en France, atteignant la deuxième place du classement des livres les plus vendus au cours des quatre premiers mois de 1967, avec pas moins de 150 000 exemplaires. La révolution culturelle qui vient de débuter dans la Chine maoïste suscite beaucoup de curiosité chez les jeunes Européens de l'époque.
Le film est présenté en avant-première au 21e festival d'Avignon le 3 août 1967, le même jour que la première représentation de Messe pour le temps présent chorégraphié par Maurice Béjart sur une musique de Pierre Henry. Dans la nuit où passe le film, le grand écran est secoué par le mistral, ce qui plaît beaucoup à Godard et Wiazemsky. Jean Vilar a été très heureux de cette projection, qui était prévue de longue date : « Nous avons pris le risque de projeter un film avant même que ne soit commencé son tournage. Mais Godard m'a aidé formidablement. Avec sa première mondiale de La Chinoise, il ouvre à Avignon une porte au cinéma ».
Cette avant-première à Avignon, puis la suite de la promotion du film à la Mostra de Venise puis le 2 septembre à Paris, représente l'apogée de sa réputation de cinéaste, ce qui l'effraie et déclenche un basculement dans sa vie, un rejet du système dont il a jusque là bénéficié. Avec Week-end, La Chinoise est souvent considéré comme un pas décisif vers le renoncement de Godard au cinéma narratif « bourgeois ». En 1968, il est passé à une phase ouvertement politique de films didactiques révolutionnaires maoïstes-collectivistes avec Jean-Pierre Gorin et le groupe Dziga Vertov, qui a duré les six années suivantes jusqu'en 1973.

### Accueil critique

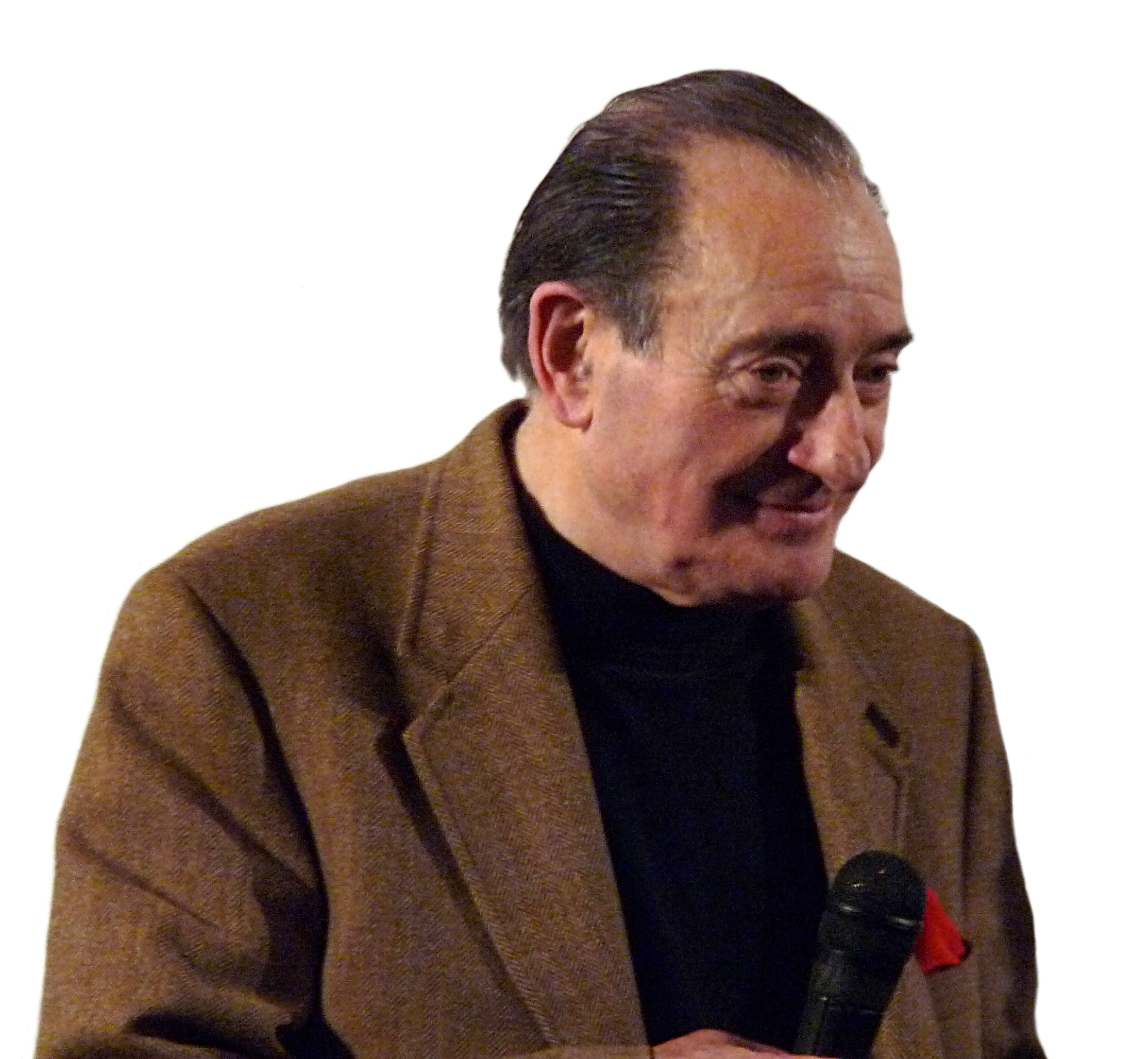
Le critique communiste Pierre Étaix (ici en 2011) encense le film.

Artistiquement, le film est bien accueilli, mais politiquement, il est regardé sévèrement par l'Internationale situationniste ainsi que par les maoïstes, qui l'accusent de faire de la jeunesse révolutionnaire un mouvement de mode. Michèle Daria, dans L'Humanité nouvelle, l'organe de presse de l'UJC(ml), titre même « Une provocation de type fasciste : La Chinoise ». Seuls les critiques communistes comme Pierre Étaix encensent le film (« Il faut aller voir La Chinoise. C'est un des films les plus importants de Godard, aussi important que Le Petit Soldat, avec lequel il a en commun de traiter à chaud une crise politique et morale décisive, et d'y mettre l'art du cinéma à l'épreuve d'un grand sujet actuel. Tout chez Godard est fulgurante intuition, perception aiguë de l'instant. »), alors même que le parti communiste est critiqué tout au long du film, le personnage de Véronique affirmant même que « les trois-quarts de leurs thèses, au PC français, sont fausses ». D'autres critiques communistes ont néanmoins parlé « d'infantilisme » et de « régression gauchiste » à propos du film, s'insurgeant contre les attaques visant la diplomatie soviétique qui aurait trahi la révolution vietnamienne.
Face à toutes ces critiques des milieux dont il se sent proche, Godard renie son film : 

« Je n'ai pas atteint le but que je m'étais fixé. C'est un film que je juge totalement raté, dans la mesure où, à l'origine, j'avais pour ambition de réunir Moscou et Pékin contre les Américains. Le film, tel qu'il est, a contrarié les membres de l'ambassade de Chine à Paris. Il a également agacé les jeunes communistes français, les pro-chinois aussi bien que les autres. C'est de ma faute car je voulais les rendre sympathiques. Je les trouve touchants et sérieux, graves, dans leur volonté d'étudier, de reprendre la lecture de Marx à zéro en se débarrassant de tout ce qu'on leur a appris, aussi bien dans les universités bourgeoises que dans les écoles du PCF obéissant aux consignes politiques de la Russie. C'est un peu comme moi qui veux reprendre le cinéma à zéro. Mais notre problème est contradictoire : nous voulons faires des films révolutionnaires, et je suis forcé, moi, de travailler toute la journée avec des gens qui me haïssent et que moi, je méprise. Je suis contraint de faire de la coexistence pacifique toute la journée : depuis l'aube, je passe mon temps à sourire à des gens qui ne sont rien, qui ne devraient pas exister. Je suis forcé de faire un film qui va contre ces gens-là, donc qui cherche un autre public et qui ne le trouve pas. »

— Jean-Luc Godard, conférence de presse du 4 septembre 1967 à Paris.

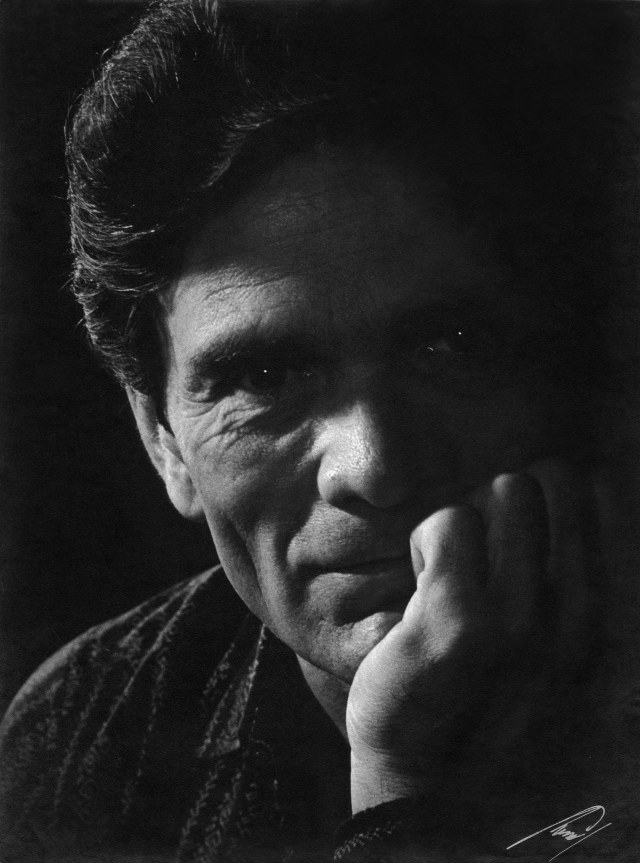
Le cinéaste Pier Paolo Pasolini (ici en 1962) estime le film « magnifique ».

Le 6 octobre 1967, Pier Paolo Pasolini écrit à Godard « La Chinoise est magnifique, œuvre d'un saint, peut-être d'une religion discutable et perverse, mais d'une religion tout de même ». Pasolini convient ensuite avec Anne Wiazemsky des dates de tournage de Théorème, qui sera lui-même polémique du point de vue religieux.
La Chinoise n'est pas parmi les films de Godard les plus visionnés internationalement et, jusqu'en 2008, il n'était pas disponible en DVD en Amérique du Nord. Cependant, un certain nombre de critiques tels que Pauline Kael, Andrew Sarris et Renata Adler l'ont salué comme l'un de ses meilleurs,. Étant donné que le film a été réalisé en mars 1967 — un an avant que les violentes manifestations étudiantes ne deviennent une réalité sociale manifeste en France — La Chinoise est aujourd'hui considéré comme un examen incroyablement prémonitoire et perspicace du militantisme de la Nouvelle gauche au cours de ces années-là. En Allemagne de l'Ouest, le Lexikon des internationalen Films écrit : « Un slogan inscrit sur un mur pourrait servir de devise au film : "Il faut confronter les idées vagues avec des images claires". La manière dont la relation entre l'art et la politique est examinée rappelle les pièces didactiques de Brecht, le film étant conçu comme un "film en devenir". Dans l'attitude protestataire de son personnage, Godard semble anticiper les émeutes étudiantes de mai 1968. L'utilisation des couleurs, parmi lesquelles le rouge des bibles de Mao domine, est particulièrement efficace ».

## Récompenses
- Grand prix du jury de la Mostra de Venise 1967[4].

## Hommages

### Cinéma
- Une scène du film est rejouée par des lycéens de l'option cinéma du lycée Romain-Rolland d'Ivry-sur-Seine dans le documentaire Nos défaites réalisé par Jean-Gabriel Périot, et sorti en 2019.

### Musique
- Yves Simon rend un hommage au film de Jean-Luc Godard dans sa chanson « Au pays des merveilles de Juliet » dans l'album homonyme (1973) : « Sur les vieux écrans de 68 / Vous étiez Chinoise mangeuse de frites / Ferdinand Godard vous avait alpaguée / De l’autre côté du miroir d’un café ». « Ferdinand » est une référence au nom du personnage joué par Jean-Paul Belmondo dans Pierrot le Fou (1965).